# Philonotis flavinervis
Philonotis flavinervis är en bladmossart som beskrevs av Kindberg 1889. Philonotis flavinervis ingår i släktet källmossor, och familjen Bartramiaceae. Inga underarter finns listade i Catalogue of Life.